# Eupithecia medionotata
Eupithecia medionotata là một loài bướm đêm trong họ Geometridae.